# CV Kiele
CV Kiele Socuéllamos, är en volleybollklubb från Socuéllamos, Spanien. Klubben grundades 2015 och steg därefter snabbt genom seriesystmet. Laget debuterade i Superliga 2 Femenina de Voleibol de España 2018/2019. De vann serien direkt och kvalificerade sig därigenom för spel i Superliga Femenina de Voleibol (högsta serien) följande säsong. Där har de som bäst blivit trea. Det är också deras bästa placering i Copa de la Reina. Laget deltog säsongen 2022/2023 för första gången i spel på europanivå genom att de deltog i CEV Cup.
Det har tidigare funnits ett annat elitlag i staden, Roycan Socuéllamos.